# 范惟悠
范惟悠（越南语：／；1855年—？年），越南阮朝官員。

## 生平
范惟悠是太平省太寧府瓊瑰縣同直總芹泮社（今屬太平省瓊附縣瓊黃社）人，副榜范貴德之子，嗣德八年（1855年）出生。成泰三年（1891年），范惟悠參加河南場鄉試，考中舉人。成泰七年（1895年），會試中格，庭試考中進士。成泰十年（1898年），范惟悠時任建瑞知府，因與匪交通，被殖民政府判刑，送往崑崙島服刑。